# Romtelecom
Romtelecom — румунська телекомунікаційна компанія, яка існувала з 1989 по 2014 рік. Була найбільшою компанією в галузі в Румунії. 54,01 % акцій компанії володіла грецька OTE, а 45,99 % — держава. Компанія володіла на постачання фіксованого телефонного зв'язку до 2003 року.

## Історія
1930 року було засновано румунську телефонну компанію SART з часткою 90 % іноземних інвестицій. 1949 року компанію було націоналізовано та включено до відділу Міністерства пошти та телекомунікацій уряду Румунії. В грудні 1989 року незалежно від міністерства було створено телекомунікаційного оператор ROM-POST-TELECOM. В липні 1991 року відбулась реорганізація компанії та було змінено назву на Romtelecom. 1997 року 35 % акцій компанії було продано грецькому оператору OTE. Операція не була прозорою, тому вона супроводжувалась корупційним скандалом. Тільки 2015 року вдалось притягнути винних до відповідальності. Поступово OTE купила ще 18 %, ставши мажоритарним власником.
До 2014 року в країні працював оператор мобільного зв'язку «Romtelecom», тому щоб не було плутанини компанія мобільного зв'язку була перейменована в «Telekom Romania Communications SA» (або Telekom Romania). 13 вересня 2014 року компанія злилась з «Telekom Romania».